# TB Be 4/8 (31-35)
De TB Be 4/8 is een elektrisch treinstel bestemd voor het lokaal personenvervoer van de Trogenerbahn (TB). Sinds 2006 maakt deze onderneming deel uit van de Appenzeller Bahnen (AB).

## Geschiedenis
Het treinstel werd ter vervanging van de BDe 4/8 21-25 door de Trogenerbahn (TB) besteld bij Stadler Rail. Na aflevering van nieuw materieel gaan deze treinstellen naar de tramlijn van de Transports publics du Littoral Neuchâtelois (TN) tussen Neuchâtel Place Pury en Boudry.

## Constructie en techniek
Het treinstel is opgebouwd uit een aluminiumframe met een frontdeel van GVK. Het treinstel heeft een "lagevloerdeel". Deze treinstellen kunnen tot drie stellen gecombineerd rijden. De treinstellen zijn uitgerust met luchtvering.

### Namen
De Appenzeller Bahnen (AB) hebben de volgende namen op de treinen geplaatst:
- 31: Der St. Galler - Die St. Gallerin
- 32: Der Appenzeller - Die Appenzellerin
- 33: Speicher
- 34: Trogen
- 35: Teufen

## Treindiensten
Het treinstel wordt door de Appenzeller Bahnen (AB) in gezet op het traject:
- Trogen - St. Gallen.

## Foto's

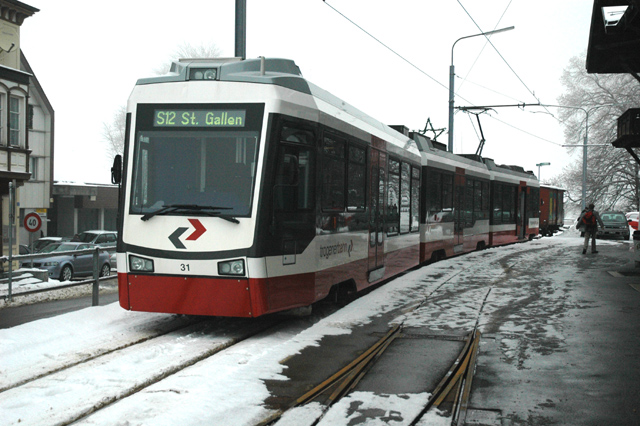
treinstel Be 31 te Trogen